# Ali Yaqoub Gibril
Ali Yaqoub Gibril (árabe: علي يعقوب جبريل; 1 de enero de 1964 – 14 de junio de 2024) fue un líder militar sudanés en las Fuerzas de Apoyo Rápido (RSF). Fue acusado de liderar operaciones militares que causaron importantes violaciones de derechos humanos en Darfur. Gibril comenzó su carrera como líder de una milicia tribal en Darfur Central, donde fue acusado de cometer crímenes contra un grupo étnico. Posteriormente, se unió a las RSF y asumió el mando en Darfur Central.
En mayo de 2024, Estados Unidos impuso sanciones a Ali Yaqoub Gibril y a otro líder de las RSF, Osman Mohammed Hamid, por sus roles en exacerbar el conflicto y aumentar la violencia en Darfur. Las sanciones incluyen la congelación de sus activos en Estados Unidos y la prohibición de transacciones financieras con ellos.
Gibril jugó un papel crucial en las operaciones militares de las RSF en Darfur, ganando el control sobre Darfur Central y expulsando al Ejército Sudanés del mando de la 21ª División de Infantería. Participó en acciones militares dirigidas contra la Batalla de El Fasher, la capital de Darfur del Norte, lo que llevó a numerosas bajas civiles y empeoró la crisis humanitaria en la región.
El 14 de junio de 2024, las Fuerzas Armadas Sudanesas mataron a Gibril durante un asalto fallido de las RSF en El Fasher.